# Нгуєн Хиу Тхо
Нгуєн Хиу Тхо (в'єт. Nguyễn Hữu Thọ; 10 липня 1910 — 24 грудня 1996) — в'єтнамський революціонер, в.о. президента Соціалістичної Республіки В'єтнам (1980—1981).

## Біографія
Народився в родині чиновника. Вищу юридичну освіту здобув у Франції.
За часів Війни спротиву (1945—1954) як адвокат захищав учасників Опору. Був одним із керівників масової антиамериканської демонстрації в Сайгоні (березень 1950). 1954 року заснував «Рух за мир» та був обраний його віце-президентом. Двічі перебував в ув'язненні (1950—1952, 1954—1961).
- 1962—1964 — голова ЦК,
- 1964—1975 — голова Президії ЦК Національного фронту визволення Південного В'єтнаму,
- 1969—1975 — голова Консультативної ради Тимчасового революційного уряду Республіки Південний В'єтнам,
- 1975—1976 — прем'єр-міністр Південного В'єтнаму,
- 1976—1980 — віце-президент,
- 1980—1981 — в. о. президента,
- 1981—1987 — голова Національних зборів Соціалістичної Республіки В'єтнам,
- 1988—1994 — голова Патріотичного фронту В'єтнаму.

## У масовій культурі
- Образ Нгуєн Хиу Тхо був екранізований у фільмі «Ми були солдатами». В'єтнамський актор Дон Зіонґ за виконання цієї ролі був звинувачений у себе вдома у «зраді батьківщини» і він був змушений емігрувати до США.